# Amina (Nederlands zangeres)
Amina (geboren te Bunnik), artiestennaam van Amina Sahli, is een Nederlandse zangeres. Ze is vooral bekend door het nummer Gebruiksaanwijzing.

## Biografie
Amina Sahli groeide op in Bunnik en nam daar al op vroege leeftijd mee aan diverse talentenjachten en trad op meerdere plekken in de plaats op. De affiniteit voor muziek was ontstaan door haar moeder. Zij was theatermaker en nam Amina dikwijls mee naar haar werk. Amina zong in haar jeugd ook in musicals. De zangeres besloot na de middelbare school een muziekopleiding in Denemarken te beginnen, waarna ze door heimwee naar Nederland in het Nederlands begon te schrijven. Ze verliet Denemarken om vervolgens te gaan studeren aan het Rotterdams Conservatorium. Tijdens de coronaperiode moest ze thuis leren en miste ze haar vrienden, waarover ze het lied Morgen schreef. Dit lied ging viraal op sociale media, waarna de Amina besloot om dat nummer als haar eerste single uit te brengen. 
In 2022 kwam de zangeres met haar single Gebruiksaanwijzing en stond ze in het voorprogramma van MEAU. Vervolgens stond ze begin 2023 op ESNS en zou ze in het voorprogramma van Roxeanne Hazes staan. Een hernia gooide roet in het eten; de zangeres moest maanden rust nemen en kon niet toeren met Hazes. 
Aan het eind van haar herniatherapie ging haar eerdere single Gebruiksaanwijzing plotseling viraal. Dit gebeurde nadat BTS-leadzanger Jungkook haar lied beluisterde tijdens een livestream waar meer dan 16,5 miljoen mensen naar hebben gekeken. Nederlandse kijkers van die stream herkenden de taal, zochten op welk lied het was en beluisterden massaal het lied. Amina zat niet stil en volgde in april 2023 met de single Blind vertrouwen. Ze stond in hetzelfde jaar in het voorprogramma van Maan en bracht in augustus 2023 de single 1000 kansen uit. Dit lied gaat over een langeafstandsrelatie die niet perfect is. 
In het voorjaar van 2024 kwam de zangeres met haar debuut-ep Is dit geluk?. Met deze ep deed ze een clubtour door Nederland en was ze tevens te zien in het voorprogramma van Zoë Livay en van Joël Domingos.

## Discografie (albums en ep's)
- Is dit geluk? (ep, 2024)

- MusicBrainz: 7dabf31f-1c89-4fec-9a20-e7e92f4d2c8f